# レイジェス
レイジェス（REYES）は1920年創業、メキシコ・メキシコシティにあるボクシング用品のメーカー、もしくはそのブランド。現在、レイジェス社の製造するボクシンググローブは世界中のタイトルマッチにおいて最も多く使われている。

## グローブの主な特徴
- 日本製（ウイニング社製）は牛革を使用しているが、レイジェスは山羊革（かつては馬革であった）を使用している。
- 最も大きな違いはナックル部分の詰め物が非常に薄い点で、このためパンチの衝撃力が伝わりやすい。
- 大場政夫、浜田剛史、八尋史朗、葛西裕一ら帝拳ジムのスター選手も世界戦で使用した。
- 米国でのビッグマッチでは必ずといっていいほど使われており、日本国内での世界戦でも使用頻度が高まっている。